# 鼓浪屿三一堂
三一堂是位于福建省厦门市鼓浪屿安海路71号的一座著名的基督教堂。

## 历史
三一堂在1927年，由美国归正会的新街堂、竹树堂以及英国长老会的厦港堂3个礼拜堂住在鼓浪屿的信徒联合筹建，此名称表明是三个堂会合一的产物，也符合三位一体的教义。三一堂动工于1934年，由于设计变动、建筑工艺和战争原因，直至 1945 年战争结束，其主体始得完工；而其部分配套建筑，如大门和牧师楼，之建筑工程，延续至二十世纪末。为避免和鼓浪屿福音堂相混淆，没有采用鼓浪屿堂会的名称。其建筑本由留德工程师林荣廷设计，由于需求更动，由交由荷兰人重新设计部分结构；许春草负责施工；三一堂部分结构由香港制造。
三一堂占地八百余平方米，整体采砖石结构。平面布局为正十字形，四个方向的立面基本一致。在教堂的中心，正十字相交的屋脊之上设计了一个采光穹顶。
1935年5月19日，寻源中学校长卢铸英获选为牧师，并于6月29日受按立。1935年7月6日，三一堂首次进行礼拜。
1936年7月，宋尚节博士在三一堂，带领进行全国基督教第二届查经大会。
1949年后，三一堂加入三自教会，并于1958年开始与福音堂、讲道堂合并。文革期间，其被迫停止宗教活动，并被政府强征，直至1979年末始得复会。
2016 年，三一堂开始进行修缮工作，分二期进行。